# Crkva cara Lazara na Zvjezdari
Crkva cara Lazara na Zvjezdari (poznata i kao Crkva Svetog kneza Lazara, Hram Svetog kneza Lazara i Lazarica) je hram Srpske pravoslavne crkve na Zvjezdari, u Beogradu.
Kamen temeljac crkve Svetog velikomučenika kneza Lazara posvećen je na Petrovdan 1935. godine. S obzirom na to da su radovi tekli ubrzano i bez većih teškoća, od posvećenja temelja do posvećenja crkve nije prošlo ni godinu dana. Plan izgradnje crkve sačinio je čuveni srpski arhitekt Miomir Korunović. Čin posvećenja izvršio je patrijarh srpski Varnava, na Vidovdan 1936., odsluživši Svetu arhijerejsku liturgiju i prerezavši prvi slavski kolač. Po njegovom uputstvu hram se i posvećuje Velikomučeniku kosovskom Svetom knezu Lazaru. Patrijarh Irinej je u hramu otkrio krađu 80.000 eura od svećenika Mirka Vidačka, koji je za kaznu premješten u drugu župu (parohiju). U crkvi se čuva dio moći sv. cara Lazara i ikona svetog Mine za koju se tvrdi da je čudotvorna. Do 2019. hram i dvorište hrama, kao i parohijski dom su kompletno renovirani, a crkva je freskopisana. Na proslavi Vidovdana 2019., na 800. godišnjicu SPC i 630. godišnjicu od Kosovske bitke 1389., služio je patrijarh Irinej, a priststvovali su i princ Aleksandar Karađorđević sa suprugom.

## Galerija
- Unutrašnjost crkve
- Freska o obnovi hrama
- Bitka na Kosovu polju, freska iz crkve
- Patrijarh Irinej i Karađorđevići u Lazarici, Beograd, na Vidovdan 2019.
- Pavle (patrijarh srpski), freska
- Unutrašnjost crkve
- Miloš Obilić, freska
- Palionica svijeća kod Lazarice
- Freska kršetenja Srba. Prikazan je Sveti Vladimir kojeg Daniele Farlati u knjizi Illyricum sacrum zove: Vladimiri regis serblorum.[2]
- Kupola
- Unutrašnjost hrama
- Ikona cara Lazara i relikvijar s dijelom tijela Lazareva
- Unutrašnjost crkve
- Prostor oko crkve, crkveno dvorište i okolne ulice

## Vanjske poveznice
- [neaktivna poveznica]